# كييس (تشريح)
الكُيَيْس (بالإنجليزية: Saccule)‏ هو سرير من الخلايا الحسية وأحد مكونات الجهاز الدهليزي في الأذن الداخلية، وهو يقوم بتحويل الإشارات الحركية إلى إشارات عصبية ليستطيع الدماغ تفسيرها، ويتم نقل الإشارات العصبية عن طريق العصب القحفي الثامن.

## الوظيفة
تجميع المعلومات الحسية لتعريف المخ بموقع الجسم في الفراغ